# Libor Žůrek
Libor Žůrek (* 2. listopadu 1979, Kojetín, Československo) je český fotbalový útočník a bývalý mládežnický reprezentant, od jara 2017 hráč FK Slavoj Kojetín-Kovalovice, který hraje 1.A třídu Olomouckého kraje. Mimo Česko působil v Rakousku a na Slovensku. Mistr Evropy hráčů do 21 let z roku 2002. Jeho největší předností je rychlost a přímočarost. V současné době hraje 7. ligu ( 1.b třída) ve Zlínském kraji za slibnou.

## Klubová kariéra
Libor Žůrek začínal s fotbalem v rodném Kojetíně. Přes Přerov se dostal ve svých 15 letech do prvoligového Baníku Ostrava, kde strávil nejdelší část své kariéry. S mužstvem slavil v sezoně 2003/04 ligový titul a v sezoně 2004/2005 pohárový titul. S 11 vstřelenými góly zůstává historicky nejlepším střelcem Baníku Ostrava v druhé jmenované soutěži.
V lednu 2007 byl na testech v Braunschweigu, ale přestup nevyšel. Následoval odchod do FC Tescomy Zlín, kde strávil 3 sezóny.
V sezoně 2010/11 krátce hostoval (od července 2010 do ledna 2011) v západočeském klubu FC Viktoria Plzeň, v podzimní části si připsal jeden ligový start. Viktoria získala v sezóně ligový titul. Kvůli velké konkurenci na postu útočníka odešel do východoslovenského celku 1. FC Tatran Prešov.
Tady hrál až do zimní přestávky sezony 2011/2012, kdy s ním klub přestal počítat. K 31. březnu 2012 se hráč s klubem dohodl na rozvázání smlouvy.
Libor Žůrek poté nastupoval za třetiligové mužstvo SK Hanácká Slavia Kroměříž. Premiéru absolvoval v utkání proti Zábřehu, do něhož nastoupil jako střídající hráč.
V Kroměříži strávil jen půl roku a před jarní částí sezony přestoupil do rakouského ASV Spratzern. Po dvou letech se stal hráčem USC Schweiggers. V létě 2014 zamířil do SC Sallingberg.

## Reprezentační kariéra
Libor Žůrek nastupoval za různé mládežnické výběry České republiky. Bilance:
- reprezentace do 15 let: 2 utkání (2 výhry), 0 vstřelených gólů
- reprezentace do 18 let: 7 utkání (1 výhra, 3 remízy, 3 prohry), 1 vstřelený gól
- reprezentace do 20 let: 1 utkání (1 výhra), 0 vstřelených gólů
- reprezentace do 21 let: 13 utkání (8 výher, 3 remízy, 2 prohry), 5 vstřelených gólů

### Mistrovství Evropy hráčů do 21 let 2002
Žůrek se zúčastnil mistrovství Evropy hráčů do 21 let v roce 2002 ve Švýcarsku, kde česká reprezentační jedenadvacítka vyhrála svůj premiérový titul, když ve finále porazila Francii na pokutové kopy.
Nastoupil v jediném utkání v semifinále 25. května proti Itálii, které český tým vyhrál zlatým gólem Michala Pospíšila na 3:2 v 9. minutě prodloužení, na který přihrál právě Žůrek po samostatném úniku. Libor Žůrek zasáhl do hry v závěrečné fázi, v 90. minutě střídal Milana Baroše.

### Reprezentační góly a zápasy
Góly Libora Žůrka v české reprezentaci do 21 let
| Gól | Datum       | Stadion                    | Soupeř    | Skóre (min.) | Výsledek | Soutěž                      | Gól         |
| --- | ----------- | -------------------------- | --------- | ------------ | -------- | --------------------------- | ----------- |
| 010 | 15. 8. 2000 | Frýdek-Místek              | Slovinsko | 03:00 (34.)  | 3:1      | přátelské utkání            | padl ze hry |
| 02  | 24. 4. 2001 | Na Litavce, Příbram        | Belgie    | 07:00 (90.)  | 7:0      | přátelské utkání            | padl ze hry |
| 03  | 01. 6. 2001 | Odense, Dánsko             | Dánsko    | 03:40 (90.)  | 3:4      | kvalifikace na ME „21“ 2002 | padl ze hry |
| 04  | 15. 8. 2001 | Staré Město u Uh. Hradiště | Slovensko | 02:40 (90.)  | 2:4      | přátelské utkání            | padl ze hry |
| 05  | 5. 10. 2001 | Na Stínadlech, Teplice     | Bulharsko | 06:00 (66.)  | 8:0      | kvalifikace na ME „21“ 2002 | padl ze hry |

Zápasy Libora Žůrka v české reprezentaci do 21 let
| Rok    | Zápasy | Góly |
| ------ | ------ | ---- |
| 2000   | 3      | 1    |
| 2001   | 7      | 4    |
| 2002   | 3      | 0    |
| Celkem | 13     | 5    |